# Ruble belarús
El ruble belarús (en belarús беларускі рубель, bielaruski rúbiel') és la moneda de Belarús. El codi ISO 4217 és BYN i s'acostuma a abreujar Br. Un ruble tradicionalment està dividit en 100 copecs (капеек, kapiéiek; en singular капейка, kapieika; abreujat kap), fracció que actualment no s'utilitza.
El nom prové del ruble rus i es va introduir després de la caiguda de la Unió Soviètica, el 1992, en substitució del ruble rus, a raó de 2 rubles belarussos per un de rus el 15 d'agost i, més tard, de 3 rubles belarussos per un de rus (el 14 d'octubre). El sistema monetari belarús, controlat pel Banc Nacional de la República de Belarús (Нацыянальны банк Рэспублікі Беларусь, Natsionalni bank Respúbliki Bielarús), va refusar introduir la moneda nacional: el taler.
El 20 d'agost de 1994 es va substituir l'antic ruble belarús pel nou ruble, a raó de 10 d'antics per un dels nous. Més tard, l'1 de gener del 2000 es va fer una altra devaluació, amb un nou ruble que en valia 1.000 dels de 1994. Al començament del 2008 era la unitat monetària de valor més baix d'Europa.

## Monedes i bitllets en circulació

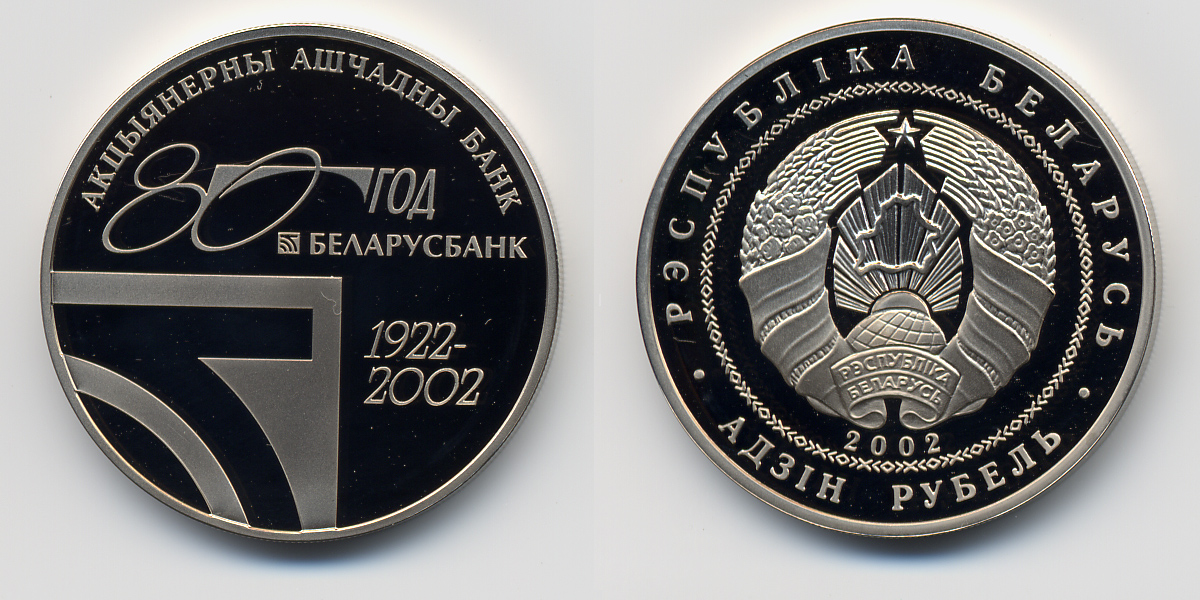
Ruble commemoratiu del 80è aniversari del Belarusbank

Actualment només n'hi ha monedes commemoratives que no s'utilitzen habitualment.
N'hi ha en circulació bitllets de 20, 50, 100, 500, 1.000, 5.000, 10.000, 20.000, 50.000 i 100.000 rubles. Els d'1 i 5 rubles foren retirats de la circulació, respectivament, el 2004 i el 2005.

## Taxes de canvi
- 1 EUR = 3,0760 BYN (14 de setembre del 2020)
- 1 USD = 2,5973 BYN (14 de setembre del 2020)